# Qatxiun
Qatxiun (mort abans del 1227) fou el tercer germà de Genguis Kan, fill de Yesugei i Oelun.
El seu ulus era a la part oriental, i era més petit que el del seu germà Temugé Otxigin. Va passar al seu únic fill. A la mort de Genguis li van correspondre a aquest fill 3000 soldats, el triple que la part del seu germà Qassar però 3/5 parts que al seu germà Temuché.